# Chu Khải
Chu Khải (tiếng Trung: 朱启; sinh tháng 5 năm 1942) là Thượng tướng Quân Giải phóng Nhân dân Trung Quốc (PLA), ông từng giữ chức vụ Ủy viên Ban Chấp hành Trung ương Đảng Cộng sản Trung Quốc khóa XVI, Tư lệnh Quân khu Bắc Kinh.

## Tiểu sử
Chu Khải sinh tháng 5 năm 1942 ở Tường Vân, tỉnh Vân Nam. Tháng 1 năm 1960, ông nhập ngũ. Tháng 8 năm 1961, ông gia nhập Đảng Cộng sản Trung Quốc.
Từ tháng 1 năm 1960 đến tháng 6 năm 1964, Chu Khải là chiến sĩ Lục quân, Văn thư liên, Tiểu đội trưởng.
Từ tháng 6 năm 1964 đến tháng 6 năm 1965, ông làm Bí thư Tiểu đoàn bộ Lục quân, Trung đội trưởng.
Từ tháng 6 năm 1965 đến tháng 6 năm 1971, ông làm Tham mưu Tác huấn Bộ tư lệnh Trung đoàn Lục quân.
Từ tháng 6 năm 1971 đến tháng 10 năm 1979, đảm nhiệm chức vụ Phó trưởng khoa; Trưởng khoa Khoa tác huấn Bộ tư lệnh Sư đoàn Lục quân.
Từ tháng 10 năm 1979 đến tháng 10 năm 1981, ông là Phó Tham mưu trưởng Bộ tư lệnh Sư đoàn Lục quân.
Từ tháng 10 năm 1981 đến tháng 7 năm 1984, đảm nhiệm chức vụ Trung đoàn trưởng Trung đoàn Lục quân. Từ tháng 9 năm 1982 đến tháng 7 năm 1984, Chu Khải học tập tại Học viện Quân sự Quân Giải phóng Nhân dân Trung Quốc.
Từ tháng 7 năm 1984 đến tháng 11 năm 1984, ông làm Phó Sư đoàn trưởng Sư đoàn Lục quân. Từ tháng 11 năm 1984 đến tháng 8 năm 1985, đảm nhiệm chức vụ Sư đoàn trưởng Sư đoàn Lục quân.
Từ tháng 8 năm 1985 đến tháng 4 năm 1989, ông làm Tham mưu trưởng Tập đoàn quân Lục quân.
Từ tháng 4 năm 1989 đến tháng 6 năm 1990, ông đảm nhiệm chức vụ Phó Tư lệnh Tập đoàn quân Lục quân.
Tháng 6 năm 1990, nhậm chức Tư lệnh Quân khu tỉnh Quý Châu.
Từ tháng 3 năm 1994 đến tháng 1 năm 1996, ông làm Tư lệnh Tập đoàn quân Lục quân. Tháng 1 năm 1996, nhậm chức Tham mưu trưởng Quân khu Thành Đô.
Tháng 3 năm 1998, Chu Khải được điều sang nhậm chức Tham mưu trưởng Quân khu Bắc Kinh.
Tháng 8 năm 1996 đến tháng 12 năm 1998, Chu Khải theo học Hàm thụ chuyên ngành Quản lý Kinh tế, Trường Đảng Trung ương Đảng Cộng sản Trung Quốc.
Tháng 1 năm 2002, bổ nhiệm giữ chức vụ Tư lệnh Quân khu Bắc Kinh. Năm 2007, Chu Khải thôi giữ chức Tư lệnh Quân khu Bắc Kinh, kế nhiệm ông là Phòng Phong Huy. Tháng 3 năm 2008, Chu Khải được bầu làm Ủy viên Ủy ban Nội vụ - Tư pháp Nhân đại toàn quốc Trung Quốc khóa XI.

## Lịch sử thụ phong quân hàm
| Quân hàm |             |             | Thượng tướng |  |  |  |  |  |  |  |  |
| Cấp bậc  | Thiếu tướng | Trung tướng | Thượng tướng |  |  |  |  |  |  |  |  |
|          |             |             |              |  |  |  |  |  |  |  |  |